# システムインテグレータ (企業)
株式会社システムインテグレータは、ECサイト構築ソフト「SI Web Shopping」シリーズやソフトウェア開発支援ツール「SI Object Browser」シリーズのパッケージ開発を主事業としている。また、それらソフトのカスタマイズ、保守を事業とする会社である。

## 沿革
- 1995年3月 - 株式会社システムインテグレータ設立。
- 2002年 - GRANDITコンソーシアム発足に参画。
- 2004年5月 - 次世代ERP「GRANDIT」リリース
- 2006年8月 - MIJSコンソーシアム発足に参加。
- 2006年12月 - 東京証券取引所マザーズ上場。
- 2009年6月 - プロジェクトマネジメントパッケージ「SI Object Browser PM」を中国市場へ向け発売開始。
- 2010年10月 - 中国現地企業との資本・業務提携を発表
- 2014年1月 - 東京証券取引所第一部に市場変更。
- 2014年5月 - 埼玉県さいたま市中央区新都心に本社を移転

## 加盟団体
- MIJSコンソーシアム (Made In Japan Software Consortium)